# Мочегай (разъезд, Асекеевский район)
Мочегай — упразднённый разъезд в Асекеевском районе Оренбургской области. На момент упразднения входил в состав сельского поселения Кутлуевский сельсовет. Исключен из учётных данных в 2001 году.

## География
Располагался на водоразделе рек Мочегай и Кармалка, у одноимённого железнодорожного разъезда на линии Похвистнево — Чишмы, на расстоянии, примерно, 4,5 километра к северу от села Ивановка.

## История
Образован в 1899 году.
По данным на 1931 год разъезд Мочегай состоял из 23 хозяйств. В административном отношении входил в состав Александровского сельсовета Абдулинского района Средневолжского края.
Постановление Законодательного Собрания Оренбургской области от 20 июня 2001 года разъезд исключен из учётных данных.

## Население
По данным на 1930 год на разъезде проживало 108 человек, основное население — русские.